# Basilius Valentinus
Basilius Valentinus o Basilio Valentín (versión española del nombre) fue un supuesto alquimista del siglo XV, nacido en Alsacia, hacia 1394.

## Biografía
Se afirma que fue el canónigo del priorato benedictino de Sankt Peter en Erfurt, Alemania, pero según John Maxson Stillman, que escribió sobre historia de la química, no existe evidencia en los registros de tal nombre en las listas de Alemania o Roma y ninguna mención de este nombre antes de 1600.  A lo largo del siglo XVII es mencionado y se le atribuyen varios tratados de alquimia y filosofía hermética pero durante el siglo XVIII se sugirió que el autor de las obras que se le atribuyen fue posiblemente Johann Thölden (c.1565-1624).

### Obras
Se han publicado numerosos trabajos sobre alquimia en latín y alemán bajo el nombre de Basilio Valentín.  Han sido traducidos a  muchos idiomas europeos, incluyendo inglés, francés, ruso y otros.

### Solo en latín
- Currus Triumphalis Antimonii (El carro triunfal del antimonio)
- Duodecim Claves philosophicæ (Las doce claves filosóficas)

### En latín y alemán
- Porta sophica
- La medicina de los metales

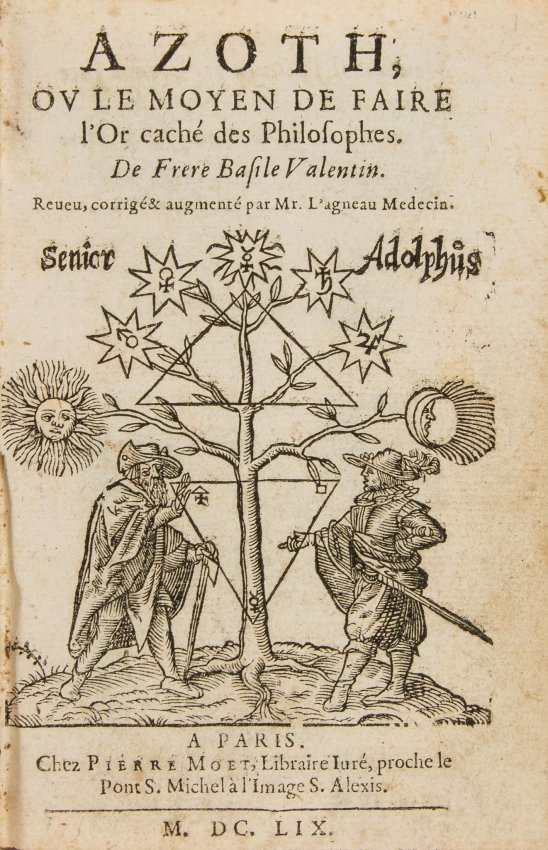
Portada del Tratado del Azoth, de Basilius Valentinus o Basilio Valentín, edición de 1659. Biblioteca Nacional. Madrid.

- De las cosas naturales y sobrenaturales
- De las tinciones, raíces y espíritu de los metales
- De microcosmo deque magno mundi mysterio, et medicina hominis, (Of the microcosm, of the great secrecy of the world, and the human medicine)
- Libri quattuor de particularibus septem planetarum, (Book four: Of the features of the seven planets)
- Experimenta chymica
- Práctica
- Azoth
- Compendium veritatis philosophicum (en alemán)
- El último testamento

### Ediciones en otros idiomas
- Azoth, ou le moyen de faire l'or caché des philosophes, de frère Basile Valentin (1624)  Archivado el 2 de octubre de 2016 en Wayback Machine.
- Le char triomphal de l'antimoine (1604), trad. F. Sauvin (1646), Retz, 1977, 254 p.
- Le dernier testament (1626), trad., Paris, Retz, 1978, 320 p. ; Castelli, Montélimar, 2008, 330 p.
- Les douze clefs de la philosophie (1600), trad. Eugène Canseliet, Paris, Éditions de Minuit, 1956, 264 p.  Archivado el 24 de marzo de 2016 en Wayback Machine.
- Révélations des mystères des teintures des sept métaux, éd. par Pierre Savoret, Omnium littéraire, 1976.  Archivado el 3 de julio de 2016 en Wayback Machine.

### Estudios
- H. G. Lenz, Johann Thölde, Paracelsist und Chymikus Und seine Beziehungen zu Landgraf Moritz von Hessen-Kassel, (1981) tesis de la Universidad de Marbourg. (en francés)
- Claus Priesner, Johann Thoelde und die Schriften des Basilius Valentinus, in Die Alchemie in der europäischen Kultur- und Wissenschaftsgeschichte, hrsg. Christoph Meinel; Wolfenbütteler Forschungen Band 32 ; 1986 (en alemán)
- S. Matton, introduction à Le char triomphal de l'antimoine, Retz, 1977, p. 13-63. (en francés)